# Дорок (Костромская область)
Дорок — опустевшая деревня в Солигаличском муниципальном округе Костромской области. Входит в состав Лосевского сельского поселения

## География
Находится в северо-западной части Костромской области на расстоянии приблизительно 18 км на юг-юго-восток по прямой от города Солигалич, административного центра района.

## История
В 1872 году здесь было отмечено 20 дворов, в 1907 году —24.

## Население
Постоянное население составляло 115 человек, 111 (1897), 103 (1907), 3 в 2002 году (русские 100 %), 0 в 2022.